# خارستان علیا (بهبهان)
خارستان علیا (بهبهان)، روستایی از توابع بخش مرکزی شهرستان بهبهان در استان خوزستان ایران است.

## جمعیت
این روستا در دهستان حومه قرار دارد و براساس سرشماری مرکز آمار ایران در سال ۱۳۸۵، جمعیت آن ۹۰ نفر (۲۲خانوار) بوده‌است.